# Marcin z Tours

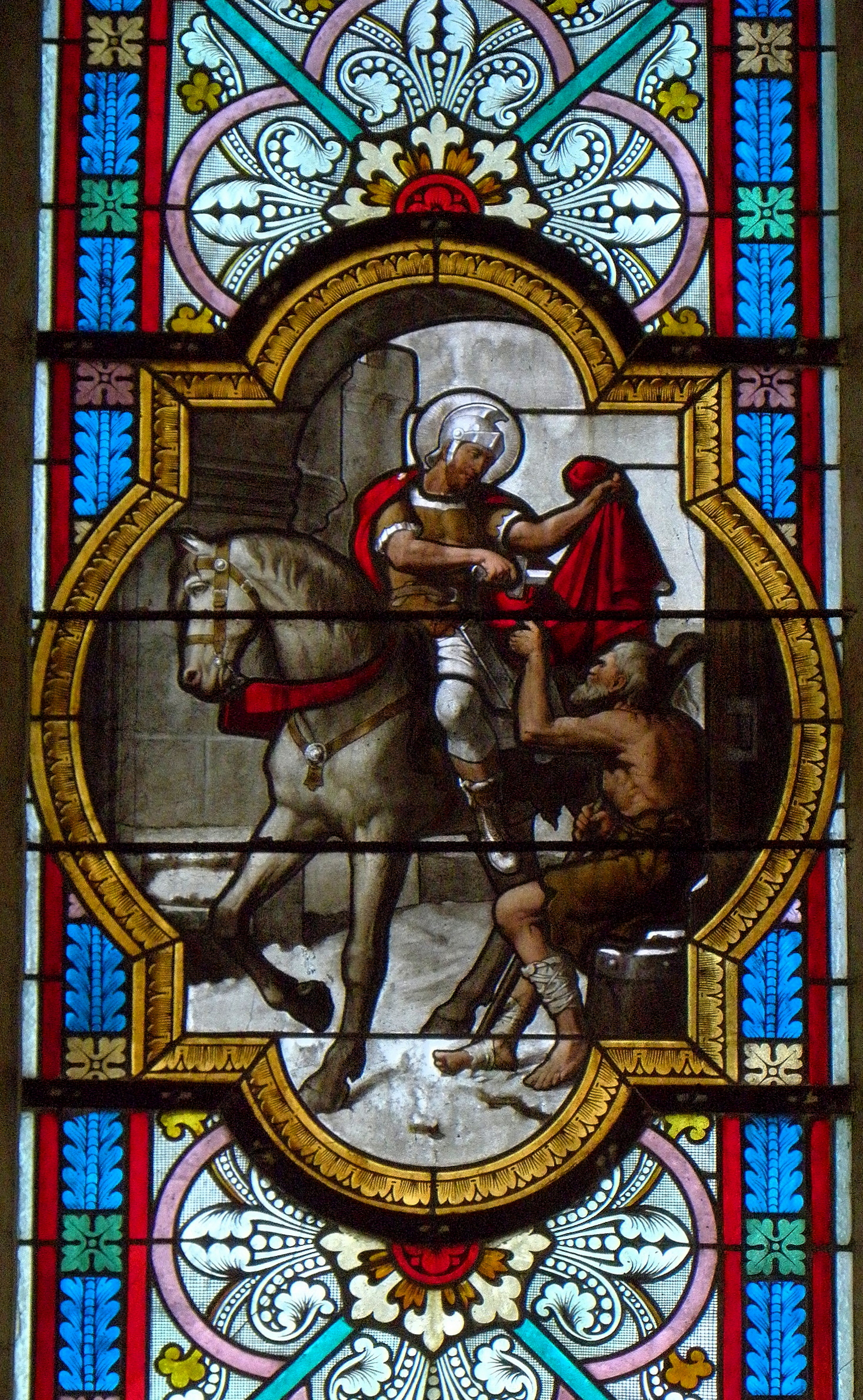
Roz-sur-Couesnon (Francja), witraż patrona okazującego miłosierdzie ubogiemu (dzielącego się szatą) znajdujący się w kościele pw. św. Marcina z Tours

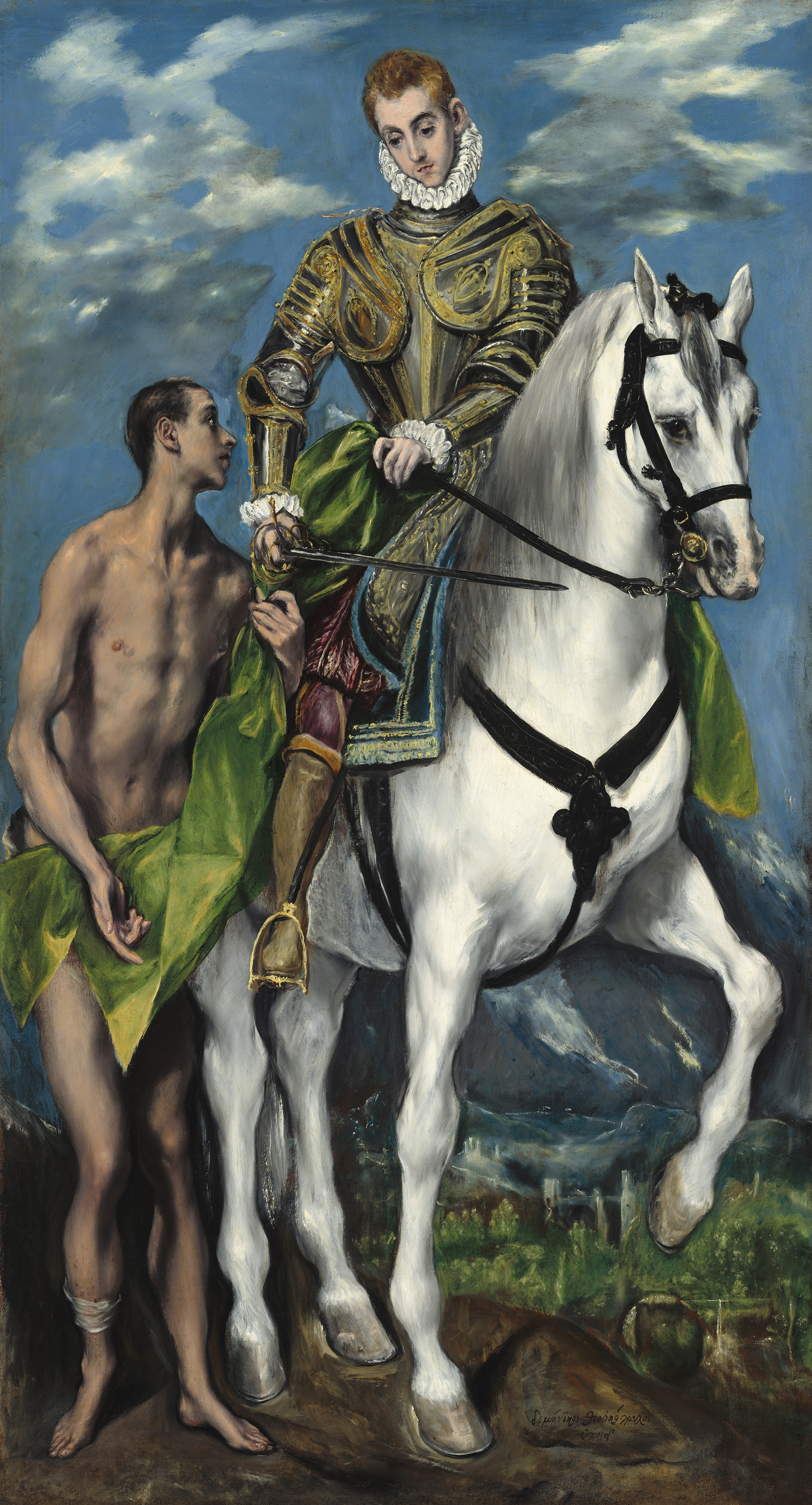
Św. Marcin na obrazie olejnym pędzla El Greca (namalowany około 1597-1599).

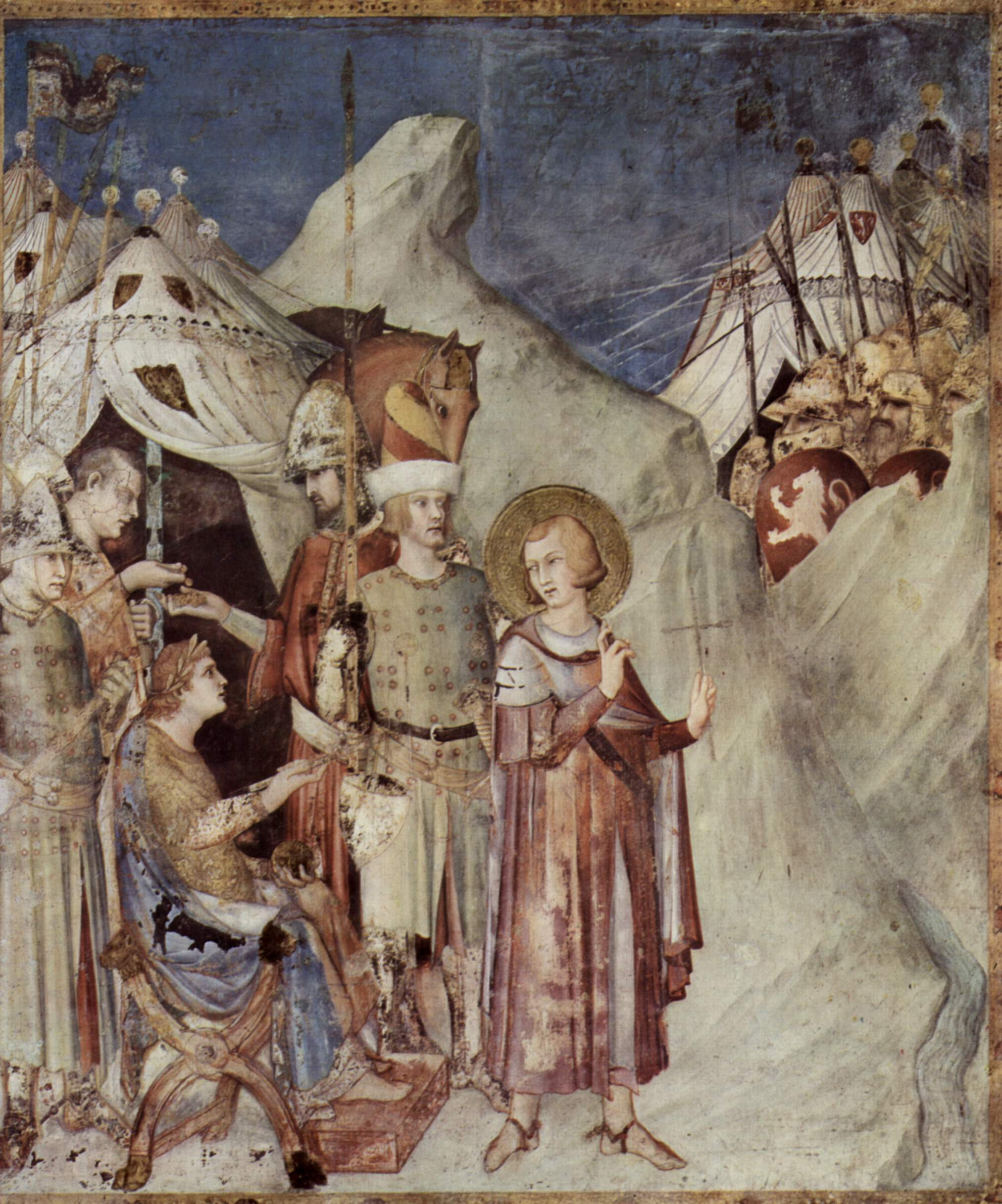
Św. Marcin ma iść do walki uzbrojony w krzyż

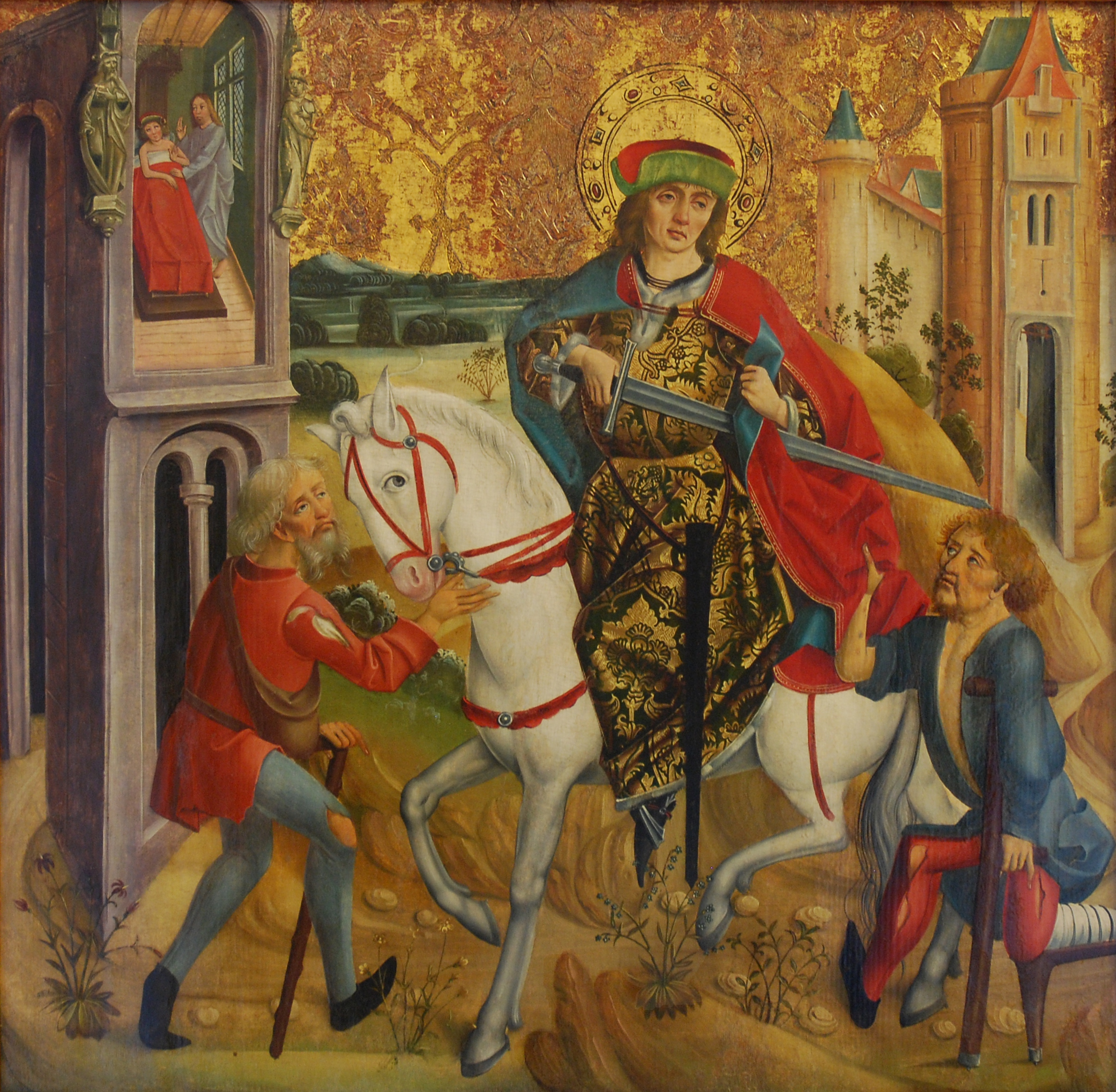
Święty Marcin i żebrak (obraz węgierskiego malarza z końca XV wieku)

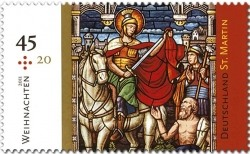
Na niemieckim znaczku

Marcin z Tours, także święty Marcin (łac. Martinus Turonensis; ur. w 316 albo 336 w Sabarii, zm. 8 listopada 397 w Candes) – biskup Tours, święty Kościoła katolickiego i prawosławnego, Wyznawca.

## Życiorys
Głównym źródłem wiedzy o życiu Marcina jest „Żywot świętego Marcina”, autorstwa Sulpicjusza Sewera.
Badacze wysunęli dwie hipotezy dotyczące daty narodzin Marcina z Tours. Zwolennicy tak zwanej chronologii krótkiej datują przyjście na świat na rok 336, natomiast zwolennicy tak zwanej chronologii długiej, uważają, że urodził się w roku 316. Pochodził z pogańskiej rodziny, a jego ojciec był wcześniej żołnierzem. Urodził się w Sabarii, na terenie prowincji rzymskiej Panonia (współcześnie Szombathely). Po narodzinach, jego ojciec nadał mu imię Martinus co oznaczało „Mały Mars”, czyli naśladowca rzymskiego boga wojny. Wychowywał się w Ticinum, jednak najprawdopodobniej nie zdobył tam żadnego wykształcenia. Ojciec Marcina chciał by syn został żołnierzem, a ponieważ przyszły biskup uchylał się od obowiązku służby, wydał go armii. Marcin służył w gwardii cesarskiej, co było zarezerwowane głównie dla zasymilowanych rodzin nierzymskich („barbarzyńskich”). Jego dowódcami byli wówczas Konstancjusz II i Julian Apostata. Podczas służby wojskowej po raz pierwszy zetknął się z chrześcijaństwem i około dwóch lat przed jej końcem przyjął chrzest. Przebywając w Wormacji, około 356 roku chciał opuścić armię cesarską. Przy wypłacaniu żołdu przez Juliana Apostatę, poprosił aby zamiast pieniędzy pozwolono mu odejść z wojska. Cesarz nie zgodził się i nakazał Marcinowi walczyć w pierwszym szeregu bez broni (bądź też sam Marcin o to zawnioskował). Ponieważ następnego dnia posłowie germańscy wynegocjowali pokój z Rzymem, do bitwy nie doszło. Wkrótce potem Marcin uzyskał zwolnienie z wojska.
Po opuszczeniu armii, postanowił zająć się ewangelizacją, a jego mistrzem został Hilary z Poitiers i to właśnie on najprawdopodobniej udzielił mu sakramentu święceń. Pierwszą podróż Marcin odbył do domu rodzinnego, by nawrócić swoich rodziców, a następnie udał się do Ilirii. Poniósł porażki, bowiem w domu rodzinnym tylko matka przyjęła chrzest, a w Ilirii został wychłostany i wygnany. Wobec tego, postanowił zamieszkać w Mediolanie i prowadził tam pustelniczy tryb życia. Wkrótce potem ariański biskup Auksencjusz wygnał go z miasta, a Marcin udał się w odosobnienie na wyspę Gallinaria. Po pewnym czasie dowiedział się, że jego mistrz Hilary wraca z wygnania i postanowił się z nim spotkać. Planował zobaczyć się z nim w Rzymie, ale kiedy to się nie udało, wyruszył do Poitiers, gdzie spotkał się z biskupem. Po odbytych rozmowach, Marcin postanowił założyć w nieodległym Ligugé pustelnię dla wspólnoty zakonnej. Wkrótce potem mieszkańcy zdecydowali, aby Marcin został biskupem Tours i przymusili go do przyjęcia sakry.
Przeniósł się do katedry biskupiej, jednak ze względu na ciągle niepokojących go wiernych, postanowił urządzić pustelnię w Marmoutier nad Loarą. Mieszkał tam wraz ze swoimi uczniami, gdzie prowadzili ascetyczny tryb życia. Mimo tego, Marcin dużo podróżował, udzielając błogosławieństw i ewangelizując. Jednocześnie tępił wszelkie objawy pogaństwa. Przyjaźnił się m.in. z cesarzem Maksymusem. Wśród swoich wiernych uważany był za cudotwórcę, jednak inni biskupi odnosili się do niego z rezerwą. W 385 roku udał się do Trewiru, gdzie miał zanieść prośby swoich wiernych do cesarza. Odbywał się tam wówczas proces w sprawie herezji Pryscyliana, któremu przewodził Maksymus. Marcin uważał, że jeśli pryscylianizm jest herezją, to wystarczy wyplenić ją z kościołów, a nie ma konieczności skazywania jej autora na śmierć (tego domagali się oskarżyciele). Pomimo nalegań biskupa, cesarz wydał wyrok skazujący Pryscyliana i jego zwolenników na śmierć. Następnie Maksymus nakazał w podobny sposób postąpić z sympatykami pryscylianizmu w Hiszpanii. Wobec tego, Marcin ponownie udał się do cesarza, by uprosić cofnięcie wyroku. Stanowczo opowiedział się przeciwko tamtejszym biskupom i zapowiedział, że nie chce tworzyć z nimi wspólnoty wiary. Maksymus nie dał się przekonać, a Marcin musiał ustąpić, bowiem cesarz miał wydać wyrok skazujący na dwóch urzędników dworu jego poprzednika, Gracjana. Ostatecznie biskup Tours zrezygnował z obrony postulatów Pryscyliana, a Maksymus oszczędził skazańców.
Zmarł 8 listopada 397 roku w Candes, tuż po udanej misji pogodzenia skłóconych kapłanów. Jego ciało sprowadzono Loarą do Tours i pochowano 11 listopada.

## Kult
Wspomnienie liturgiczne (dzień świętego Marcina) w Kościele katolickim obchodzone jest 11 listopada, prawosławni natomiast wspominają św. Marcina 12 października (25 października według kalendarza gregoriańskiego). Jest patronem żołnierzy w Kościele katolickim.
W Polsce uroczystą oprawę wspomnienia obowiązkowego posiadają: Poznań, Jarocin, Krzeszowice oraz Bydgoszcz, Jawor i Opatów. W trzech ostatnich miastach św. Marcin jest patronem.
Patronat
Święty Marcin jest patronem Francji, królewskiego rodu Merowingów, diecezji Eisenstadt, mogunckiej (Mainz), rotterburskiej, Amiens. Jest również patronem dzieci, hotelarzy, jeźdźców, kawalerii, kapeluszników, kowali, garbarzy, krawców, młynarzy, tkaczy, podróżników, więźniów, właścicieli winnic, żebraków i żołnierzy.
Ikonografia
W ikonografii zachodniej przedstawiany jest, jako legionista na białym koniu, dający część swojego płaszcza biedakowi. Na wschodzie przedstawiany jest w szatach biskupich i z pastorałem.
Atrybuty
Jego atrybutami są: dzban, gęś, koń, księga, model kościoła, dwa psy lub żebrak u jego stóp.
Przysłowia
- Marcin na białym koniu jedzie.
- Młoda jak jagoda po świętym Marcinie. (czyli stara)
- Na Świętego Marcina najlepsza gęsina.
- Na Świętego Marcina pij wino, wodę pozostaw młynom. (oryg. A la Saint Martin, bois ton vin, Et laisse l’eau pour le moulin. przysł. burgundzkie)
- Jeśli na Marcina sucho, to Gody (Boże Narodzenie) z pluchą.
- Gdy Marcinowa gęś po wodzie, Boże Narodzenie po lodzie.
- Od Świętego Marcina zima się zaczyna.
- Jaki Marcin taka zima.
- Bywa zawsze o Marcinie u nas ogień już w kominie.
- Gdy wschodni wiatr na Marcina, będzie ostra zima.
- Jak mglisto na Marcina, będzie lekka zima.

## Hagiografia

### Zestawienia
- Martinus ep. Turonensis. W: Bibliotheca Hagiographica Latina Vol. 2. Société des Bollandistes (ed.). Bruksela: Société des Bollandistes, 1901, s. 823–830. (łac.). Wykaz hagiograficznych tekstów łacińskich poświęconych świętemu Marcinowi z Tours.

### Sulpicjusz Sewer
- Vita Sancti Martini Episcopi et Confessoris. W: Sulpicii Severi libri qui supersunt. Carolus Halm (ed.). Wiedeń: Hoelder-Pichler-Tempsky, 1866, s. 107–137, seria: Corpus Scriptorum Ecclesiasticorum Latinorum Vol. 1. (łac.). Tekst oryginalny żywota autorstwa Sulpicjusza Sewera.
- Epistula prima ad Eusebium. W: Sulpicii Severi libri qui supersunt. Carolus Halm (ed.). Wiedeń: Hoelder-Pichler-Tempsky, 1866, s. 138–141, seria: Corpus Scriptorum Ecclesiasticorum Latinorum Vol. 1. (łac.). List Sulpicjusza Sewera do Euzebiusza o świętym Marcinie.
- Epistula secunda ad Aurelium Diaconum. W: Sulpicii Severi libri qui supersunt. Carolus Halm (ed.). Wiedeń: Hoelder-Pichler-Tempsky, 1866, s. 142–145, seria: Corpus Scriptorum Ecclesiasticorum Latinorum Vol. 1. (łac.). List Sulpicjusza Sewera do diakona Aureliusza o świętym Marcinie.
- Epistula tertia. W: Sulpicii Severi libri qui supersunt. Carolus Halm (ed.). Wiedeń: Hoelder-Pichler-Tempsky, 1866, s. 146–151, seria: Corpus Scriptorum Ecclesiasticorum Latinorum Vol. 1. (łac.). Trzeci list Sulpicjusza Sewera o świętym Marcinie.
- Dialoges. W: Sulpicii Severi libri qui supersunt. Carolus Halm (ed.). Wiedeń: Hoelder-Pichler-Tempsky, 1866, s. 152–216, seria: Corpus Scriptorum Ecclesiasticorum Latinorum Vol. 1. (łac.). Dialogi Sulpicjusza Sewera o świętym Marcinie.

### Grzegorz z Tours
- Gregorii Turonensis Historiarium Libri X, Bruno Krusch, Wilhelm Levison, Hannover: Monumenta Germaniae Historica, 1951 (Scriptores rerum Merovingicarum, T. 1, P.1) [dostęp 2015-06-26] [zarchiwizowane z adresu 2016-05-04] (łac.). Brak numerów stron w książce Historia Franków.

### Tłumaczenia polskie tekstów hagiograficznych
- Sulpicjusz Sewer: Żywot świętego Marcina. W: Sulpicjusz Sewer: Pisma o św. Marcinie z Tours. Polikarp Jan Nowak (tł.). Kraków: Tyniec. Wydawnictwo Benedyktynów, 1995, s. 49–90. ISBN 83-85433-52-X.
- Sulpicjusz Sewer: Listy. W: Sulpicjusz Sewer: Pisma o św. Marcinie z Tours. Polikarp Jan Nowak (tł.). Kraków: Tyniec. Wydawnictwo Benedyktynów, 1995, s. 91–108. ISBN 83-85433-52-X.
- Sulpicjusz Sewer: Dialogi o życiu świętego Marcina. W: Sulpicjusz Sewer: Pisma o św. Marcinie z Tours. Polikarp Jan Nowak (tł.). Kraków: Tyniec. Wydawnictwo Benedyktynów, 1995, s. 109–190. ISBN 83-85433-52-X.
- Grzegorz z Tours: Historie. Historia Franków. Kazimierz Liman (tł.), Teofil Richter (tł.), Dariusz Andrzej Sikorski (wst., opr., kom.). Kraków: Tyniec. Wydawnictwo Benedyktynów, 2002. ISBN 83-7354-037-7. Brak numerów stron w książce